# Assise di Messina
L’Assise di Messina fu un'assemblea di nobili e feudatari convocata da Federico II, al termine del quale fu emanato un corpo di leggi per il regno di Sicilia.
Federico riunì a Messina un parlamento nel settembre del 1221, dove proseguì il riordino della normativa del Regnum promulgando un ulteriore nucleo di assisae (norme), quattro o cinque, concepite a difesa della morale, dell'ordine e dei "buoni costumi" del Regno,, primo nucleo di quelle che nel 1231 sarebbero state promulgate a Melfi come Constitutionum Regni Siciliarum, integrate poi nell'assise di Siracusa del 1233.
Le prime erano state emanate a Capua un anno prima.